# Покладни уторак
Покладни уторак (енгл. Shrove Tuesday), познат и као Дан палачинки, хришћански је празник који се празнује дан прије Чисте сриједе, првог дана Великог поста, који се у многим хришћанским земљама обиљежава учешћем у исповијести и опросту, обредним спаљивањем прошлогодишњих цвијетних гранчица Страсне седмице, завршавањем своје великопосне жртве, као и једењем палачинки и других слаткиша.
Покладни уторак обиљежавају многи хришћани, укључујући англиканце, лутеране, методисте и римокатолике, који се током тог дана самоиспитују, разматрајући које гријехе треба да покају и за које промјене у животу или областима духовног раста посебно треба да траже помоћ Божију да би успјели. Покладни уторак је покретни празник и одређен је датумом Ускрса, односно празнује се 47 дана прије Ускрса. Израз „покладни“ потиче од ријечи , што значи „опростити“.
Последњи је дан хришћанске литургијске сезоне, историјски познате као Масленица или покладе, прије почетка покајничке сезоне Великог поста и за њега су повезане популарне праксе, као што је уживање у храни које би неко могао да се одрекне на 40 дана као дио своје великопосне жртве. Израз Марди Гра је француски за „дебели уторак“, који се односи на праксу последње ноћи обилног једења масније хране прије ритуалног поста у вријеме Великог поста, који почиње на Чисту сриједу. Многе хришћанске групе прослављају дан једући палачинке, односно правећи и организујући доручак са палачинкама, као и звоњавом црквених звона како би подсјетили људе да се покају за своје гријехе прије почетка поста. На покладни уторак, цркве такође спаљују гранчице које су се дијелиле током литургија на Цвијети, да би се пепео користио током богослужења следећег дана, на Чисту сриједу.
У неким хришћанским земљама, посебно у онима гдје се дан назива Марди Гра, то је карневалски дан, последњи дан за масноћу и обилно јело прије периода поста.

## Историја
Традиција обиљежавања почетка поста забиљежена је најраније у 10. или 11. вијеку. Елфрик из Ејншамских „Црквених института“ из око 1000. године нове ере написао је: „У недељи непосредно пред Велики пост, свако ће отићи свом исповједнику и исповиједати своја дјела, а исповједник ће га тако уздрмати како би тада из његових дјела могао чути шта треба да уради [као начин покајања]". У вријеме позног средњег вијека, прослављање Масленице трајало је до почетка Великог поста. У многим друштвима је било традиционално да се једу палачинке или друга храна направљена од путера, јаја и масти или свињске масти коју је требало потрошити прије почетка поста. Слична храна су њемачке и пољске крофне, познате као  фаснахт и пончки. Специфичан обичај британских хришћана да једу палачинке на покладни уторак датира из 16. вијека. Заједно са гозбама, други обичај на покладни уторк је покајање хришћана за своје гријехе у припреми за почетак сезоне Великог поста у хришћанском литургијском календару. У многим хришћанским парохијским црквама, и протестантским и римокатоличким, популарна традиција покладног уторка је звоњење црквених звона (која су на тај дан позната као покладна звона) како би се вјерници позвали на исповијест прије свечане сезоне Великог поста, као и да људи почну да прже палачинке.

## Терминологија
Ријеч shrove је облик енглеске ријечи , што значи дати опрост за нечије гријехе путем исповијести и покајања и покладни уторак је добио име по обичају хришћана да се покају прије почетка поста.
У Уједињеном Краљевству, Ирској и дјеловима Комонвелта, дан је познат и као Дан палачинки, јер је постао традиционални обичај да се једу палачинке као оброк. На ирском језику је дан познат као Máirt Inide, од латинског initium (Jejūniī), што значи „почетак поста“. На другим мјестима, дан се назива и „Марди Гра“, што значи „дебели уторак“, према врсти славске трпезе тога дана.
У Њемачкој, дан је познат као Fastnachtsdienstag, Faschingsdienstag, Karnevalsdienstag или Veilchendienstag (од којих последњи у преводу значи уторак љубичица). Прославља се отмено и са дјелимичним школском распустом. Слично, у њемачко-америчким областима, као што је Њемачка држава Пенсилваније, познат је као Фаснахт дан или Ноћ поста.
У Холандији је познат као vastenavond, или на лимбуршком дијалекту vastelaovend, иако се ријеч vastelaovend обично односи на цио период карневала у Холандији. У неким дјеловима Швајцарске (као што је Луцерн), дан се зове Güdeldienstag или Güdisdienstag (претходи му Güdismontag). Према Дуденовом рјечнику, термин потиче од „Güdel“, што значи дебео стомак пуњен храном.
У земљама португалског, шпанског и италијанског говорног подручја, познат је као карневал, што потиче од средњовјековног латинског carnelevamen („одбацивање меса“), а тиме и до другог аспекта Великог поста, уздржавања од једења меса. Често се слави уличним поворкама или ношењем раскошних хаљина.
Најпознатији је постао бразилски карневал у Рио де Жанеиру, а познат је и Венецијански карневал, који се обично слави маскенбалом. Употреба термина „карневал“ у другим контекстима произилази из те прославе. У Шпанији се карневалски уторак зове „дан омлета“ или „дан тортиље“, током којег се једе омлет направљен од кобасице или свињске масти. На португалском острву Мадеира, дан се назива дебели уторак, на који се једе маласада, португалска врста крофне, а то је такође и последњи дан карневала на Мадеири. Маласаде се кувају да би се потрошила сва маст и шећер у кући, припремајући се за великопосно уздржавање. Та традиција је пренесена на Хаваје, гдје је покладни уторак познат као Дан Маласада, који датира још из периода плантажа шећера из 1800-их. Португалски католички радници (који су углавном долазили са Мадеире и са Азорских острва) трошили су сав путер и шећер прије поста правећи велике количине маласада.
У Данској и Норвешкој, уторак прије Чисте сриједе назива се Fetetirsdag („Дебели уторак“), док је претходни викенд познат као Fastelavn и обиљежава се са јелом које се назива fastelavnsboller. Fastelavn је такође назив за карневал у Данској, који се одржава у недељу или понедељак прије Чисте сриједе. Развио се из римокатоличке традиције славља у данима прије поста, али, након што је Данска постала доминантно протестантска држава, празник је постао мање специфично религиозан. Тај празник се слави седам недеља прије Ускрса, а дјеца се облаче у костиме и скупљају посластице за гозбу. Сматра се да је празник вријеме за дјечју забаву и породичне игре. У Естонији се тај дан назива  и обично се слави једењем чорбе од грашка и шлага или шлага и слатке лепиње пуњене џемом, која се назива vastlakukkel, слично шведском fastlagsbulle или семли. Дјеца се такође обично санкају на тај дан.
На Исланду је тај дан познат као Sprengidagur (Дан распрскавања) и обиљежава се једењем сланог меса и грашка. У Литванији се тај дан зове Užgavėnės, током којег се једу литванске врсте палачинки — blynai и крофне. У Шведској се тај дан зове Fettisdagen („дебели уторак“), и обично се слави једењем врсте слатке ролнице која се зове fastlagsbulle или семла. У Финској се тај дан назива  и обично се слави једењем чорбе од зеленог грашка и пецива званог laskiaispulla (слатки хлеб пуњен шлагом и џемом или пастом од бадема, исто као и шведска семла). Прослава често укључује и сањкање.
У Пољској, сродна прослава пада у четвртак прије Чисте сриједе и зове се tłusty czwartek („Дебели четвртак“). У неким областима Сједињених Држава, са великим пољским заједницама, као што су Чикаго, Буфало и Мичиген, празник се слави такмичењима у једењу крофни које се зову пончки или кроштуле, музиком и другом пољском храном. Одржава се или на покладни уторак или у данима који му претходе.
У Словенији је Курентовање и највећи и најпознатији карневал. Постоји још неколико локалних карневала који се обично називају Лауфарија. У Мађарској и на територијама на којима се говори мађарски, зове се Húshagyókedd („уторак оставља месо“) и прославља се облачењем отмене одјеће и посјећивањем сусједа.

## Традиције
Једна од традиција на Покладни уторак јесте да се хришћани покају за све гријехе које су могли починити прије почетка Великог поста следећег дана на Чисту сриједу, док је друга да се упусте у весеље и забаву уз јело и пиће прије почетка поста, који карактерише приношење великопосне жртве, пост, молитва и бављење разним духовним дисциплинама, као што су обиљежавање великопосног календара, пост, уздржавање од луксуза и читање дневног богословља.
Палачинке се везују за покладни уторак, дан који претходи Великом посту, јер су начин да се искористи богата храна као што су јаја, млијеко и шећер, прије сезоне поста од 40 дана. Литургијски пост ставља нагласак на једење једноставније хране и уздржавање од хране која би причинила непотребно задовољство, што у многим културама значи без меса, млијечних производа или јаја.
На Њуфаундланду и острву Кејп Бретон, мали предмети се често кувају у палачинкама, које проналазе дјеца, а који служе за прорицање; особа која добије новчић биће богата, док ексер значи да ће постати столар или ће се вјенчати са њим.

### Обреди
Последњег дана Масленице, покладног уторка, многи традиционални хришћани, као што су англиканци, лутерани, методисти и римокатолици, преиспитују се, разматрајући које гријехе треба да покају, као и за које промјене у животу или областима духовног раста посебно треба да затраже Божију помоћ. Као такве, многе цркве нуде исповијест и опроштење на тај дан.
Током тог дана, многи хришћани довршавају своју одлуку о томе које великопосне жртве ће поднијети за Велики пост. Приношећи великопосну жртву, обичај је да се хришћани моле за снагу да је задрже; многи често желе и другима да то чине, изговарајући молитве као што је „нека Бог благослови вашу великопосну жртву.“
За вријеме Масленице многе цркве постављају корпу у припрату за прикупљање прошлогодишњих палминих гранчица Страсне седмице које су благосиљане и подијељене током литургија на Цвијети; на покладни уторак, цркве спаљују те гранчице да би се пепео користио током богослужења следећег дана, на Чисту сриједу.

### Свјечаности
У Уједињеном Краљевству, као дио прославе заједнице, многи градови су одржавали традиционалне игре средњовјековног фудбала на Покладни уторак, од којих неке датирају из 17. вијека. Та пракса је углавном замрла у 19. вијеку након доношења Закона о аутопутевима из 1835. којим је забрањено играње фудбала на јавним аутопутевима. Бројни градови су задржали традицију, укључујући Алнвик у Нортамберланду, Ешборн у Дарбиширу (који се назива Краљевски фудбал на покладни дан), Атерстон у Ворикширу, Сент Колумб Мајор у Корнволу, као и Седгефилд у округу Дарам.
Покладни уторак је некада био познат као „полупразник“ у Британији. Почињао је у 11.00 часова звоњавом црквеног звона. На Дан палачинки, „трке палачинки“ се одржавају у селима и градовима широм Уједињеног Краљевства. Сматра се да је традиција настала 1445. године, када је домаћица из Олнија, Бакингемшир, била толико заузета прављењем палачинки да је заборавила вријеме док није чула звоњаву црквених звона за службу; изјурила је из куће у цркву док је још увијек носила свој тигањ и палачинке, бацајући их да не изгоре. Трка палачинки је остала релативно уобичајена празнична традиција у Великој Британији, посебно у Енглеској. Учесници са тигањем јуре улицама бацајући палачинке у ваздух и хватајући их тигањем док трче. Трка палачинки у Олнију традиционално има такмичарке које носе тигањ и трче стазом од 415 јарди (379 метара) до циља, а према правилима, такмичари морају да бацају палачинку и на старту и на циљу, као и да носе шал и кецељу.
Од 1950. године становници Либерала и Олнија одржавају трку „Међународни дан палачинки“ између два града. Такмичари из два града тркају се по договореној измјереној стази, а времена такмичара из оба града се пореде да би се одредио укупни побједник. Године 2021. Либерал је водио у такмичењу са 38 побједа наспрам Олнијевих 31. Слична трка се одржава у Сјеверном Сомеркоту у Линколнширу.
У Лондону, Рехаб парламентарна трка палачинки одржава се сваког покладног уторка, са тимовима из британског доњег дома (Дом комуна), горњег дома (Дом лордова) и четвртог сталежа, који се боре за титулу парламентарне палачинке. Трка је осмишљена као вид забаве, са циљем да се подигне свијест о Рехабу, који пружа низ здравствених и социјалних услуга, обуке, образовања и запошљавања у Уједињеном Краљевству за особе са инвалидитетом и друге који су маргинализовани.
У Скарбороу се затварају обале за сав саобраћај, рано се затварају школе и позивају се сви да прескоче вожњу. Традиционално, из оближње луке су коришћена дуга ужад; градски гласник је звонио на звоно за палачинке, које се налазило на углу Вестбороа (главне улице) и Хунтрис Рова. Од 1996. реплика „звона за палачинке“, која се налази у Њубороу и Норт улици звони да се започну свјечаности.
Дјеца из засеока Вајтчепел у Ланкаширу одржавају локалну традицију тако што посјећују локална домаћинства и нуде палачинке, да би били награђени наранџама или слаткишима. Сматра се да је традиција настала када су радници на фарми посјећивали богатију фарму и власнике имања да траже палачинке или пуњења за палачинке.
Покладни уторак у Енглеској често је укључивао облик ритуалног просјачења, у којем би дјеца и тинејџери ишли од врата до врата тражећи посластице из тигања. Уколико би домаћинство одбило да им да палачинке, могли су да очекују одређене несташлука, укључујући гађање њихове куће, куцање и трчање или крађу капије.
У Ирској се пост у Великом посту наставио све до 20. вијека, када је покладни уторак (Máirt na hInide,  „уторак почетка “) обиљежавао последњи дан конзумирања меса за Велики постни период. То је касније промијењено и углавном се практикује пост током три дана: на Часну сриједу, Шпијунску сриједу и Велики петак. Била је традиција да најстарија неудата ћерка баци прву палачинку, ако би палачинка пала на под, остала би неудата наредних 12 мјесеци. Пошто бракови традиционално нису били дозвољени током периода Великог поста, како је одредио Тридентски сабор, вјенчања на покладни уторак су била популарна. У неким дјеловима Ирске божиковина од Божића бива сачувана и спаљена у ватри за пржење палачинки. Ноћ је у окрузима Корк и Кери била позната и као „Скелиг ноћ“, а током прославе, они који су били неожењени су исмијавани подсмјехом и пјевањем.
У Финоскандији, посебно у Финској и Шведској, као и у Естонији, дан се повезује са семлом, врстом слатке ролнице пуњене бадемом.
Дан је познат као Laskiainen у Финској и Vastlapäev у Естонији. То је прослава балто-финског поријекла, која укључује и паганске и црквене традиције и често се описује као „клизећи фестивал средином зиме“.
Танке палачинке зване блини су традиционалне на хришћанским фестивалима у Бјелорусији, Украјини и Русији такође у доба Масленице.

## Датуми
Прославља се тачно 47 дана прије Ускрса, који је покретни празник, заснован на циклусима Мјесеца. Термин може бити између 3. фебруара и 9. марта.
Датуми од 2023:
- 2023. — 21. фебруар
- 2024. — 13. фебруар
- 2025. — 4. март
- 2026. — 17. фебруар
- 2027. — 9. фебруар
- 2028. — 29. фебруар
- 2029. — 13. фебруар
- 2030. — 5. март
- 2031. — 25. фебруар
- 2032. — 10. фебруар
- 2033. — 1. март
- 2034. — 21. фебруар
- 2035. — 6. фебруар
- 2036. — 26. фебруар
- 2037. — 17. фебруар
- 2038. — 9. март
- 2039. — 22. фебруар
- 2040. — 14. фебруар
- 2041. — 5. март
- 2042. — 18. фебруар
- 2043. — 10. фебруар
- 2044. — 1. март
- 2045. — 21. фебруар
- 2046. — 6. фебруар
- 2047. — 26. фебруар
- 2048. — 18. фебруар
- 2049. — 2. март
- 2050. — 22. фебруар
- 2051. — 14. фебруар
- 2052. — 5. март
- 2053. — 18. фебруар
- 2054. — 10. фебруар
- 2055. — 2. март
- 2056. — 15. фебруар
- 2057. — 6. март
- 2058. — 26. фебруар
- 2059. — 11. фебруар
- 2060. — 2. март
- 2061. — 22. фебруар
- 2062. — 7. фебруар
- 2063. — 27. фебруар
- 2064. — 19. фебруар
- 2065. — 10. фебруар
- 2066. — 23. фебруар
- 2067. — 15. фебруар
- 2068. — 6. март
- 2069. — 26. фебруар
- 2070. — 11. фебруар
- 2071. — 3. март
- 2072. — 23. фебруар
- 2073. — 7. фебруар
- 2074. — 27. фебруар
- 2075. — 19. фебруар
- 2076. — 3. март
- 2077. — 23. фебруар
- 2078. — 15. фебруар
- 2079. — 7. март
- 2080. — 20. фебруар
- 2081. — 11. фебруар
- 2082. — 3. март
- 2083. — 16. фебруар
- 2084. — 8. фебруар
- 2085. — 27. фебруар
- 2086. — 12. фебруар
- 2087. — 4. март
- 2088. — 24. фебруар
- 2089. — 15. фебруар
- 2090. — 28. фебруар
- 2091. — 20. фебруар
- 2092. — 12. фебруар
- 2093. — 24. фебруар
- 2094. — 16. фебруар
- 2095. — 8. март
- 2096. — 28. фебруар
- 2097. — 12. фебруар
- 2098. — 4. март
- 2099. — 24. фебруар
- 2100. — 9. фебруар